# マイルズ・ギャレット
マイルズ・ローレンツ・ギャレット（Myles Lorenz Garrett, 1995年12月29日 - ）は、アメリカ合衆国テキサス州アーリントン出身のプロアメリカンフットボール選手。NFLのクリーブランド・ブラウンズに所属している。ポジションはディフェンシブエンド。

## 経歴

### プロ入り前
テキサスA&M大学時代は、史上最高評価のディフェンシブプレーヤーと言われ、2度のオール・アメリカに選ばれ、チームはギャレットの活躍もあり、多くの賞を獲得した。
2017年のNFLコンバインにて身長194㎝体重123㎏で40ヤード走4.64秒、垂直飛び104㎝、立ち幅跳び325㎝と体格離れした好記録を連発すると、ワンダリックテストでも31点を記録した。
コンバイン後のプロデイの40ヤード走で方式は違うがコンバインの記録を上回る4.57秒を記録した。
| 6 ft 4+1⁄2 in (194 cm)      | 272 lb (123 kg) | 35+1⁄4 in (90 cm) | 10+1⁄4 in (26 cm) | 4.64 s | 1.63 s | 2.68 s | 41 in (104 cm) | 10 ft 8 in (3.25 m) | 33 回 | 31 |
| All values from NFL Combine |                 |                   |                   |        |        |        |                |                     |       |    |

### クリーブランド・ブラウンズ
2017年のNFLドラフトでは全体1位でクリーブランド・ブラウンズに指名された。
入団後のルーキーシーズンはケガの影響で開幕戦に欠場するなど出番が限られていたものの、第5週のニューヨーク・ジェッツ戦でデビュー。この試合の最初のプレーで相手QBのジョシュ・マカウンをサックするなど、そのシーズン後半以降に頭角を現した。このシーズンは、チーム内トップの7サックを挙げた。
2018年シーズン、第3週のジェッツ戦で相手QBのサム・ダーノルド相手にサックを挙げ、チームも21-17で勝利した。ブラウンズは昨シーズン16戦全敗していたため、この勝利は2016年シーズンの第16週のサンディエゴ・チャージャーズ戦以来の勝利であった。このシーズン、ギャレットは全試合に先発し、リーグ6位のサック数である13.5サックを記録、44タックルをあげ、プロボウルに選出された。
2019年シーズン第11週のピッツバーグ・スティーラーズ戦において、相手QBのメイソン・ルドルフとの間に発生した乱闘が原因で無期限の出場停止処分を受けたが、2020年2月に復帰している。7月にはチームと5年1億2,500万ドルの大型契約を結び、NFLで最も高い年俸が支払われる守備選手となった。
このシーズンはキャリアハイとなる48タックル、4ファンブルフォースを記録し、オールプロにも選ばれた。
2023年シーズンにはNFL最優秀守備選手賞を受賞した。
2024年シーズンは7年連続となる2桁サックを達成し、5年連続のプロボウル、4回目のオールプロファーストチームに選出された。2025年2月3日にチームへのトレード要求を発表したが、ブラウンズはこれを拒否し、3月9日に2030年シーズンまでの4年総額1億6,000万ドルの契約延長で合意した。年俸4,000万ドルは非QBとしては当時史上最高年俸となった。

## 身体能力
人類最高峰の身体能力の持ち主で、194㎝ 123㎏で助走無し垂直跳びを104㎝、手を腰に当てながらのジャンプで運動量463㎏㎧と垂直飛び71.1㎝（28インチ）を記録、助走無しで余力をもってボックスジャンプ152.4㎝（60インチ）に飛び乗る。
ベルトやテープなど何も付けない上に裸足でスクワット288㎏（635lb）×3回を挙げる。
大学時代にベンチプレス220㎏(485lb)、パワークリーン200㎏(440lb)を挙げる。
2022年のNBAセレブリティゲームに参加してNBA選手顔負けの豪快なワンハンドダンクやウィンドミルダンクを叩き込んだ。

## 人物
異母兄のショーン・ウィリアムズは、2007年のNBAドラフトでニュージャージー・ネッツから1巡目17位に指名され、2012年までNBAで活躍したバスケットボール選手。姉のブリア・ギャレットは、テキサスA&M大学で陸上選手として活躍し、2014年のNCAAにおいて20ポンドの重量投げでタイトルを獲得し、アギー史上初の重量投げのチャンピオンとなった。
NBAクリーブランド・キャバリアーズの少数株主になっている。

## 詳細情報

### 年度別成績

#### レギュラーシーズン
| 年度     | チーム   | 背 番 号 | 試合 | 試合 | タックル | タックル | タックル | タックル | タックル    | インターセプト     | インターセプト  | インターセプト  | インターセプト       | インターセプト | インターセプト | ファンブル          | ファンブル          | ファンブル   |
| 年度     | チーム   | 背 番 号 | 出場 | 先発 | 合計     | ソロ     | アシスト | サック   | セーフ ティ | パス ディフ ェンス | インター セプト | リターン ヤード | 平均 リターン ヤード | 最長 リターン  | TD             | ファンブル フォース | ファンブル リカバー | タッチダウン |
| -------- | -------- | -------- | ---- | ---- | -------- | -------- | -------- | -------- | ----------- | ------------------ | --------------- | --------------- | -------------------- | -------------- | -------------- | ------------------- | ------------------- | ------------ |
| 2017     | CLE      | 95       | 11   | 9    | 31       | 19       | 12       | 7.0      | —           | 1                  | —               | —               | —                    | —              | —              | 1                   | 1                   | ー           |
| 2018     | CLE      | 95       | 16   | 16   | 44       | 35       | 9        | 13.5     | —           | 3                  | —               | —               | —                    | —              | —              | 3                   | —                   | ー           |
| 2019     | CLE      | 95       | 10   | 10   | 29       | 20       | 9        | 10.0     | —           | —                  | —               | —               | —                    | —              | —              | 2                   | —                   | ー           |
| 2020     | CLE      | 95       | 14   | 14   | 48       | 33       | 15       | 12.0     | —           | 2                  | —               | —               | —                    | —              | —              | 4                   | 2                   | ー           |
| 2021     | CLE      | 95       | 17   | 17   | 51       | 33       | 18       | 16.0     | —           | 3                  | —               | —               | —                    | —              | —              | １                  | １                  | 1            |
| 2022     | CLE      | 95       | 16   | 15   | 60       | 37       | 23       | 16.0     | —           | 4                  | —               | —               | —                    | —              | —              | 2                   | 0                   | —            |
| 2023     | CLE      | 95       | 16   | 16   | 42       | 33       | 9        | 14.0     | —           | 3                  | —               | —               | —                    | —              | —              | 4                   | 1                   | —            |
| 2024     | CLE      | 95       | 17   | 17   | 47       | 40       | 7        | 14.0     | —           | 1                  | —               | —               | —                    | —              | —              | 3                   | 1                   | —            |
| NFL：8年 | NFL：8年 | NFL：8年 | 117  | 114  | 352      | 250      | 102      | 102.5    | 0           | 17                 | 0               | 0               | 0.0                  | 0              | 0              | 20                  | 6                   | １           |

- 2024年度シーズン終了時
- 太字は自身最高記録

### ポストシーズン
| 2020 | CLE | 2 | 2 | 3 | 3 | 0 | 1.0 | — | — | — | — | —   | — | — | 0 | 0 | 0 |
| 2023 | CLE | 1 | 1 | 3 | 2 | 1 | 0.0 | — | — | — | — | —   | — | — | 0 | 0 | 0 |
| 計   | 計  | 3 | 3 | 6 | 5 | 1 | 1.0 | 0 | 0 | 0 | 0 | 0.0 | 0 | 0 | 0 | 0 | 0 |

- 2024年度シーズン終了時